# أوقستو باريوس
أوقستو باريوس (بالإسبانية: Augusto Barrios)‏ (و. 1991  م) هو لاعب كرة قدم، ومدرب كرة قدم من تشيلي، ولد في أريكا.

## روابط خارجية
- أوقستو باريوس على موقع قاعدة بيانات كرة القدم.إي يو (الإنجليزية)
- أوقستو باريوس على موقع Soccerway.com (الإنجليزية)
- أوقستو باريوس على موقع AS.com (الإسبانية)